# Hüsamettin Tut
Hüsamettin Tut (* 1. Januar 1991 in Ulubey) ist ein türkischer Fußballspieler.

## Vereinskarriere
Tut spielte von 2003 bis 2007 in der Jugendakademie von Orduspor. Am 9. November 2007 unterschrieb er bei Orduspor seinen ersten Vertrag als professioneller Fußballspieler. In der Saison 2008/09 kam er mit 17 Jahren bereits zu 21 Zweitligaspielen, die darauffolgende Saison wurde Tut weniger eingesetzt. Er wechselte in der Winterpause der Saison 2010/11 auf Leihbasis zu Tarsus İdman Yurdu. In der Saison 2011/12 folgte Çankırıspor, wo er auch auf Leihbasis spielte.
Ab dem Frühjahr 2013 wurde Tut an den Drittligisten Giresunspor ausgeliehen. Mit diesem Klub erreichte er am letzten Spieltag der Saison 2013/14 die Drittligameisterschaft und damit den Aufstieg in die TFF 1. Lig.
Im Sommer 2015 wechselte er ablösefrei zu Giresunspor. Nach vier Spielzeiten für diesen Schwarzmerrklub zog er in der Sommertransferperiode innerhalb der Liga zum Aufsteiger und Hauptstadtverein Keçiörengücü weiter.

## Erfolge
Mit Giresunspor
- Meister der TFF 2. Lig und Aufstieg in die TFF 1. Lig: 2013/14